# Oxyrhachis fusca
Oxyrhachis fusca är en insektsart som beskrevs av Capener 1962. Oxyrhachis fusca ingår i släktet Oxyrhachis och familjen hornstritar. Inga underarter finns listade i Catalogue of Life.